# Skandisloppet
Der Skandisloppet ist ein schwedischer Straßenradsportwettbewerb, der in der Gegend der Stadt Uppsala veranstaltet wird. Seit 2008 wird der Wettbewerb unter dem Namen „Scandinavian Race Uppsala“ fortgesetzt und ist Teil der UCI Europe Tour des Internationalen Radsportverbandes Union Cycliste Internationale (UCI).

## Geschichte
Der Skandisloppet ist das älteste Straßenradrennen in Schweden. Es wurde 1909 begründet. Von 1909 bis 1937 war das Rennen ein Einzelzeitfahren, 1938 und 1939 ein Straßenrennen, 1940 bis 1945 wieder ein Zeitfahren und danach mit wenigen Ausnahmen wieder ein Straßenrennen. 1956 wurde das Rennen einmalig als Mannschaftszeitfahren ausgetragen.

## Palmarès
- 1909  Alex Ekström
- 1910  Arvid Pettersson
- 1911  Erik Blomgren
- 1912  Henrik Morén
- 1913  Karl Landsberg
- 1914  Karl Landsberg
- 1915  Ragnar Malm
- 1916  Axel Eriksson
- 1917  Ragnar Malm
- 1918  Ragnar Malm
- 1919  Ragnar Malm
- 1920  Harry Stenqvist
- 1921  Algot Persson
- 1922  Ragnar Malm
- 1923  Sigge Lundberg
- 1924  Ragnar Malm
- 1925  Karl Lundberger
- 1926  Henry Hansen
- 1927  Henry Hansen
- 1928  Henry Hansen
- 1929  Henry Hansen
- 1930  Henry Hansen
- 1931  Henry Hansen
- 1932  Martin Lundin
- 1933  Bernhard Britz
- 1934  Sven Thor
- 1935  Berndt Carlsson
- 1936  Ingvar Eriksson
- 1937  Martin Lundin
- 1938  Ingvar Eriksson
- 1939  Harry Jansson
- 1940  Sven Johansson
- 1941  Bengt Malmgren
- 1942  Martin Lundin
- 1943  Gunnar Jansson
- 1944  Erik Törnblom
- 1945  Harald Janemar
- 1946  Harry Jansson
- 1947  Ingvar Eriksson
- 1948  Sven Johansson
- 1949  Yngve Lundh
- 1950  Ingvar Birgersson
- 1951  Sven Johansson
- 1952  Sven Johansson
- 1953  Allan Carlsson
- 1954  Arne Tevall
- 1955  Eluf Dalgaard
- 1956  Eluf Dalgaard, Hans Andresen, Jörgen Falkböll
- 1957  Nils Körberg
- 1958  Owe Adamsson
- 1959  Göte Sundell
- 1960  Rune Nilsson
- 1961  Owe Adamson
- 1962  Owe Adamson
- 1963  Göte Sundell
- 1964  Göran Wagman
- 1965  Jupp Ripfel
- 1966  Paul Munther
- 1967  Gösta Pettersson
- 1968  Bo Anderberg
- 1969  Jupp Ripfel
- 1970  Sune Wennlöf
- 1971  Roine Grönlund
- 1972  Mats Mikiver
- 1973  Lars Gustafsson
- 1974  Ronnie Carlsson
- 1975  Alf Segersäll
- 1976  Svein Langholm
- 1977  Bernt Scheler
- 1978  Thomas Eriksson
- 1979  Sixten Wackström
- 1980  Per Christiansson
- 1981  Per Christiansson
- 1982  Juha Narkiniemi
- 1983  Bengt Asplund
- 1984  Håkan Larsson
- 1985  Anders Johansson
- 1986  Raoul Fahlin
- 1987  Magnus Knutsson
- 1988  Klas Johansson
- 1989  Peter Pegestam
- 1990  Hans Kindberg
- 1991  Magnus Knutsson
- 1992  Johan Fredriksson
- 1993  Klas Johansson
- 1994  Patrik Serra
- 1995  Vegard Överås–Lied
- 1996  Vegard Överås–Lied
- 1997  Kristoffer Johansen
- 1998  Marcin Sapa
- 1999  Göran Edström
- 2000  Stefan Adamsson
- 2001  Magnus Lömäng
- 2002  Tobias Lergård
- 2003  Fredrik Ericsson
- 2004  Lucas Persson
- 2005  Lucas Persson
- 2006  Lucas Persson
- 2007  Mattias Westling
- ab 2008 siehe Scandinavian Race Uppsala